# 養生 (健康)
養生（ようじょう）とは、生を養う、すなわち人間の身体の状態を整えること、健康を増進すること、病気の自然治癒をうながすことなどを指す。

## 中国の養生思想
老荘思想と養生の成立
戦国時代 - 後漢時代の中国では、戦争が相次ぎ、世が乱れ、世俗的になっていた。そうした世俗的な世から逃れるために隠遁を重視したり、無為自然を重視する老子や荘子などの思想が盛んになり、その動きの中で、過度な飲食を慎み、規則正しい生活を重視した養生という考え方が生まれた。その後、養生は、疾病予防、強壮、老化防止などの手段として医学に取り入れられていった。
老子、孔子、華佗など　それぞれの養生の特徴
道家の老子は養生として「静をもって生を養う」ことを重んじ、静的な養生法として気功を提唱した。それに対して儒家の孔子は静の養生と動の養生が有機的に結合したものを重んじ、動静結合を提唱した。
後漢時代の伝説的な名医 華佗は、「動をもって生を養う」ことを重んじ、「五禽戯」と呼ばれる 運動主体の養生法を生み出した（これは中国の太極拳や日本の柔道・空手などにも影響を与えている）。
隋 - 唐代の医師で医薬家の孫 思邈は『千金要方』や『千金翼方』を著し、その中で養生十三法（耳聰目明法)を説いた。

## 日本の養生思想
貝原益軒が『養生訓』を著し、老荘思想や儒教思想などから得た知識を日本人のために平易に説いてみせ、運動・栄養・休息いずれも過不足なく生活をすること、控えめな飲食、口腔衛生などの重要性を説いた。